# ローダミン

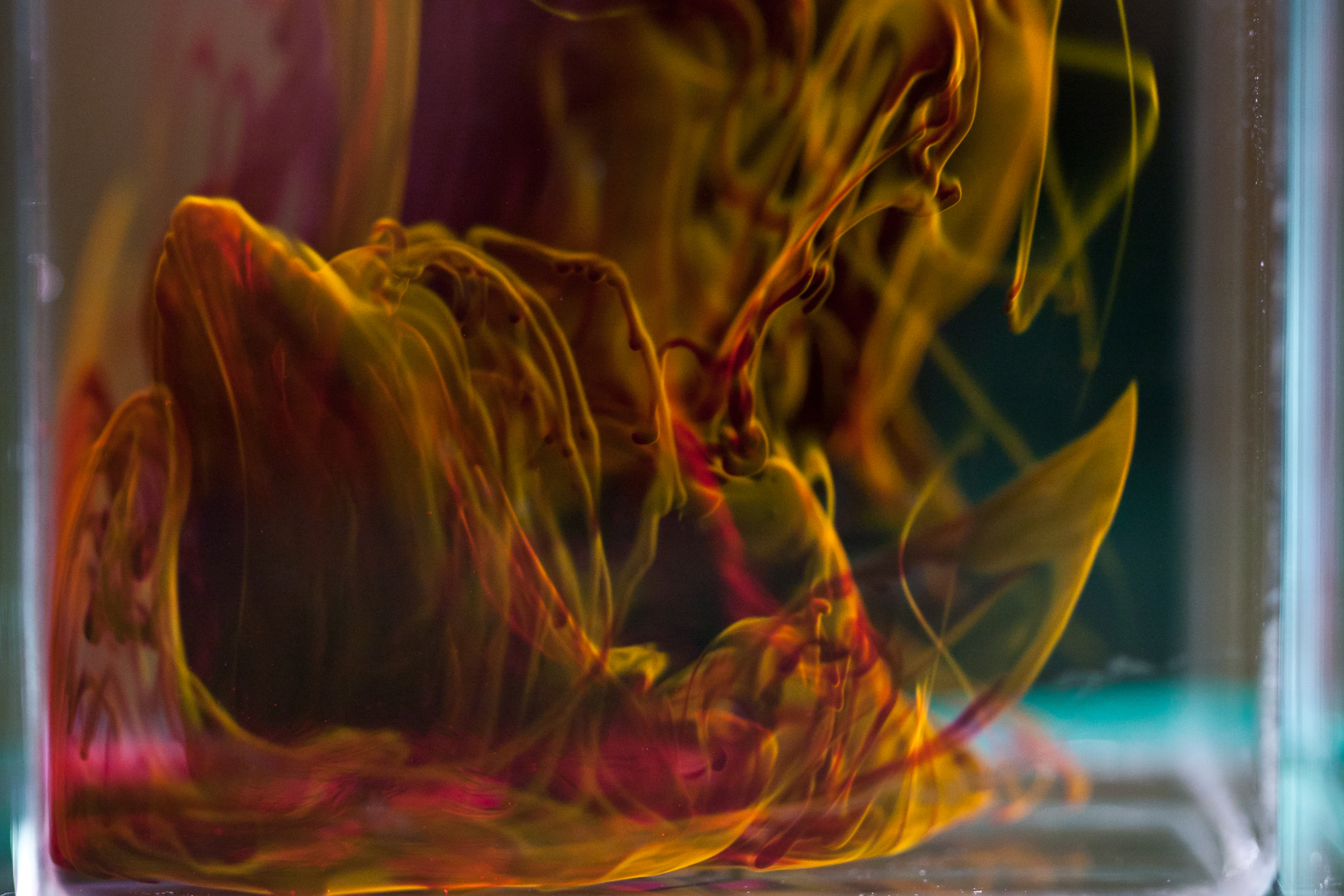
ローダミンを水に加えた様子

ローダミン類の基本骨格

ローダミン（英: Rhodamine）とは、アミノフェノール類と無水フタル酸を縮合して得られる鮮紅色の塩基性染料。蛍光性を有するため、蛍光色素やレーザー色素として用いられる。ローダミンB、6G、6GP、3GO、123などの種類があるが，特にBが重要。
ローダミンBは緑色結晶で，水に溶けて赤色を示す。ローダミン（アシッドレッド、エオシン、フロキシンなど）は、タラコや明太子の染色としても使われる色素である。手に付着すると真っ赤に染まるが、染色されているのは手の表面の油分なのでアルコールなどと一緒に洗剤を使うと、落とすことができる。

ローダミンBの構造
ローダミン6Gの構造
ローダミン123の構造